# کلمبیا (نیویورک)
کلمبیا (به انگلیسی: Columbia) یک منطقهٔ مسکونی در ایالات متحده آمریکا است که در شهرستان هرکیمر، نیویورک واقع شده‌است. کلمبیا ۹۰٫۹۲ کیلومتر مربع مساحت و ۱٬۵۸۰ نفر جمعیت دارد و ۴۵۰ متر بالاتر از سطح دریا واقع شده‌است.